# Fürstliche Kirche Heiliger Nikolaus
Die Fürstliche Kirche „Heiliger Nikolaus“ in Iași, Rumänien, ist eine orthodoxe Kirche, welche von Ștefan cel Mare im Zeitraum von 1491 bis 1492 gebaut wurde. Durch den französischen Architekten André Lecomte du Noüy wurde die Kirche im Zeitraum von 1884 bis 1904 abgerissen und in etwa ihrer ursprünglicher Form auf demselben Grund wieder aufgebaut. Die Kirche liegt in der Innenstadt in der Anastasie Panu Str. 65, in der Nähe des Fürstlichen Hofs, zwischen Kulturpalast und Dosoftei Haus (genannt auch Haus mit Arkaden).
Die Kirche trägt den Namenszusatz „Fürstlich“, da sie neben dem Fürstlichen Hof liegt, in dem fast alle Herrscher Moldaus von Despot Voda bis zu Grigore Alexandru Ghica geweiht wurden. Dadurch unterscheidet sie sich von den anderen Kirchen in der Stadt, die den gleichen Namen, den des Heiligen Nikolaus, tragen. In der zweiten Hälfte des 17. Jahrhunderts erfüllte die Kirche acht Jahre lang die Rolle einer Metropolitankathedrale.
Die Fürstliche Kirche „Heiliger Nikolaus“ wurde 2015 in die Liste der historischen Denkmäler aus der Gemeinde Iași unter dem Code IS-II-m-B-03962 aufgenommen.

## Geschichte

### Gestiftet von Ștefan cel Mare
Im 15. Jahrhundert fingen die Herrscher von Moldau an, fürstliche Höfe in den Hauptstädten des Landes zu bauen. Dort wohnten sie auch auf ihren Reisen. Der fürstliche Hof in Iași wurde erstmals in einem Dokument erwähnt, das auf den 8. Oktober 1434 datiert.
Die Stadt Iași erfuhr eine starke Entwicklung während der Herrschaft von Ștefan cel Mare (1457–1504), der den fürstlichen Hof renovieren ließ und die Fürstliche Kirche „Heiliger Nikolaus“ stiftete.
Rechts vor dem Kircheneingang ist an der Mauer eine Tafel angebracht. Auf ihr steht in Kirchenslawisch, dass der Bau 1491 angefangen und ein Jahr später abgeschlossen wurde.
In den moldauischen Chroniken jedoch gibt es divergierende Angaben bezüglich der Baujahre der Kirche. Grigore Ureche schreibt in seiner Chronik, dass die Kirche von Ștefan cel Mare nach der Schlacht von Cătlăbuga am 16. November 1485 gegen die Osmanen erbaut worden sei. Axinte Uricariul widersprach dieser Behauptung mit dem Hinweis auf die Tafel vor dem Kircheneingang.
Nachdem Iași zur Hauptstadt Moldaus aufstieg, wurden in der Fürstlichen Kirche „Heiliger Nikolaus“ fast alle Herrscher Moldaus nach byzantinischem Stil geweiht. Dimitrie Cantemir beschreibt diese Prozession in seiner Monographie Descriptio Moldaviae (1714–1716).
In den Chroniken werden folgende Herrscher erwähnt, die in der Kirche geweiht wurden: Gheorghe Ștefan (1653, 1653–1658), Dimitrie Cantemir (1693, 1710–1711), Grigore al II-lea Ghica (1726–1733, 1735–1739, 1739–1741, 1747–1748) und Constantin Mavrocordat (1733–1735, 1741–1743, 1748–1749, 1769–1769). Am 2. Oktober 1849 wurde hier der letzte Herrscher Grigore Alexandru Ghica (1849–1856) geweiht. Vor einer Herrscherweihe fand die heilige Liturgie statt, an der alle Mitglieder des fürstlichen Rates teilnahmen.
Im 16. Jahrhundert, wahrscheinlich während der Herrschaft von Alexandru Lăpușneanu (1552–1561, 1564–1568), bekam die Kirche eine Vorhalle mit einer Steinglocke. Der russische Reisende Trifon Korobeinikov, der 1593 die Stadt besuchte, erwähnt mehrere Stein- und Holzkirchen, unter denen die Fürstliche Kirche „Heiliger Nikolaus“ als Kathedrale diente. Auch vermerkt er sowohl die Vorhalle mit der Steinglocke als auch die Außenmalerei der Kirche. Fachleute meinen, die von Korobeinikov beschriebene Außenmalerei beziehe sich auf die in den Kirchennischen gemalten Heiligen.
Im Laufe der Zeit wurde die fürstliche Kirche von Erdbeben und Bränden mehrmals zerstört und wiederaufgebaut. Manche Forscher datieren den ersten Wiederaufbau nach der türkischen Invasion im Jahre 1538, als die Kirche darunter gelitten hat. Miron Costin vermutet, dass die Kirche wahrscheinlich 1650 durch Tataren in Brand gesetzt wurde: „(…) sie haben die ganze Stadt in Brand gesetzt. Nur da und dort ist ein kleiner Laden verschont geblieben. Im Nu standen der fürstlichen Hof, die Häuser der Bojaren und die ganze Stadt in Schutt und Asche (…)“.
Vom 20. bis 28. Juli 1672 verweilte Sultan Mehmed IV. in Iasi, bevor er nach Camenița weiterzog. Während dieser Tage ließ er die Kirche in eine Moschee umfunktionieren. Die Kirche blieb danach drei Jahre geschlossen. Erst nach der Thronbesteigung durch Antonie Ruset (1675–1678) wurde sie laut dem Chronisten Ion Neculce abermals geweiht.

### Restaurierung durch Antonie Ruset und weitere Reparaturen

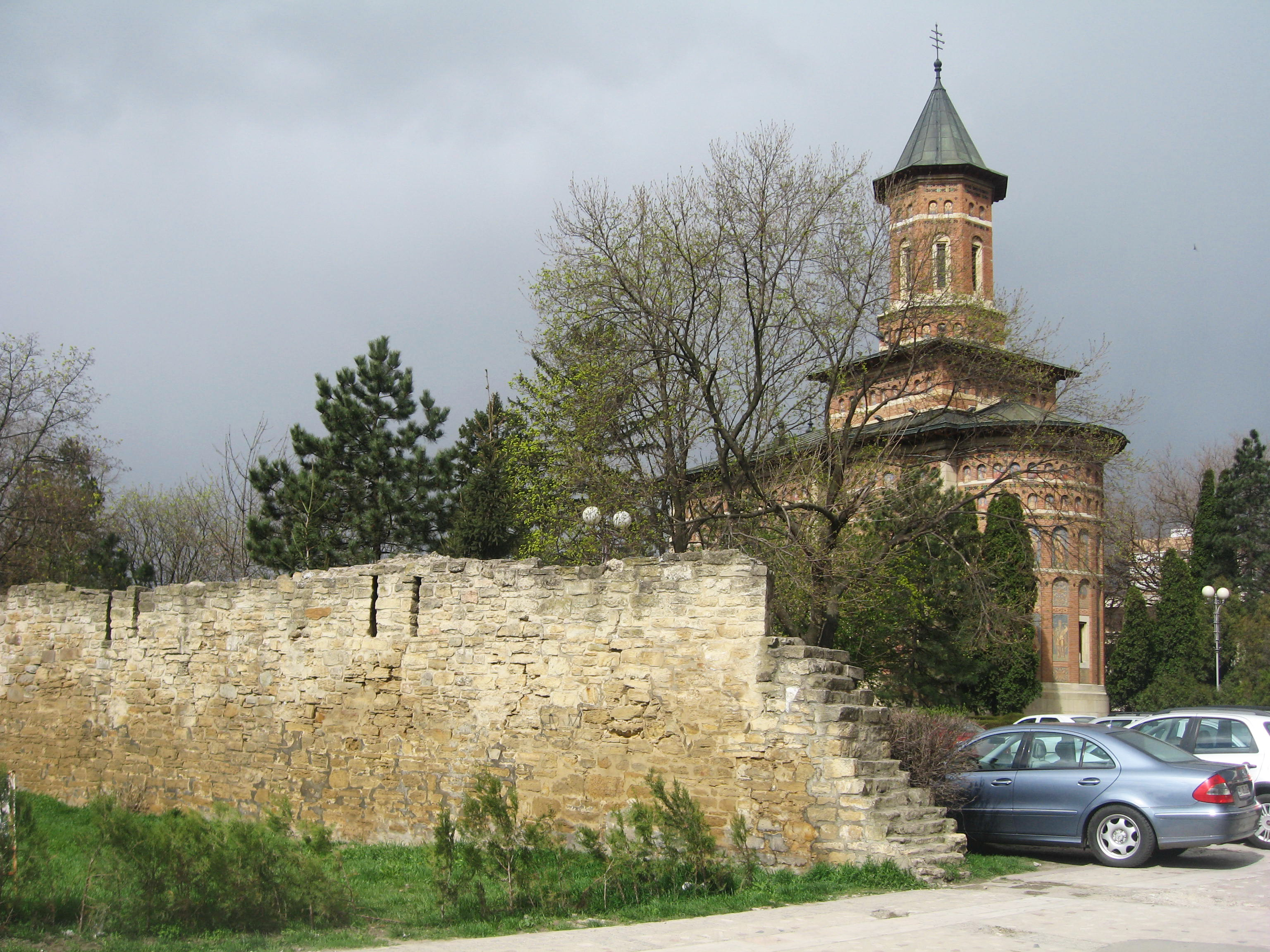
Verbleibender Teil an der Südseite der von Antonie Ruset erbauten Mauer

Im Jahre 1676 war die Kirche und die Steinglocke fast völlig zerstört. Der neue Herrscher Antonie Ruset begann im Frühling desselben Jahres mit dem Wiederaufbau der Kirche.
Er ließ die Steinglocke reparieren, die Innenwände bemalen, eine Mauer um die Kirche bauen und eine Krypta für sich einrichten. Weiterhin ließ er einen Brunnen in der Geländemauer vor dem großen Tor des fürstlichen Hofes graben. Fachleute sind der Meinung, dass damals auch die Trennwand zwischen Naos und Pronaos (Schiff und Vorhalle) abgerissen und durch zwei Säulen sowie drei Arkaden ersetzt worden sei. Ruset schenkte der Kirche außerdem zwei Kerzenhalter aus Bronze und mehrere liturgische Silbergefäße. Nach der Ermordung von Ruset übernahm Gheorghe Duca (1665–1666, 1668–1672, 1678–1683) die Bauarbeiten. (idem S. 79) Im Frühling 1679 wurden die Malerarbeiten an den Innenwänden abgeschlossen.
Ruset verlegte den Sitz des moldauischen Metropoliten in ein Gebäude in der Nähe der Kirche, wovon ein Dokument des Herrschers vom 29. März 1677 berichtet. Die Autoren Dan Bădărău und Ioan Caproșu rechtfertigen den Umzug des Metropolitensitzes in die Fürstliche Kirche Heiliger Nikolaus durch die Tatsache, dass zu dieser Zeit die Weiße Kirche, der ursprüngliche Metropolitensitz, in einem schlechten Zustand und dadurch nicht geeignet war für liturgische Dienste. Die Nachfolger Rusets waren unzufrieden mit dieser Lösung und infolgedessen – berichten die Autoren weiter – hatte Anastasia, Gattin von Gheorghe Duca, gegen Ende des 17. Jahrhunderts eine neue Kirche auf dem Friedhofsgelände der Weißen Kirche erbauen lassen. Die neue Kirche übernahm wieder die Rolle des Metropolitensitzes.
Der Metropolit Dosoftei Barilă (1671–1674, 1675–1686) hat 1680 eine Druckerei auf der Gelände der Fürstlichen Kirche Heiliger Nikolaus eingerichtet. Daraufhin wurden in der Kirche zahlreiche Bücher in rumänischer Sprache gedruckt.

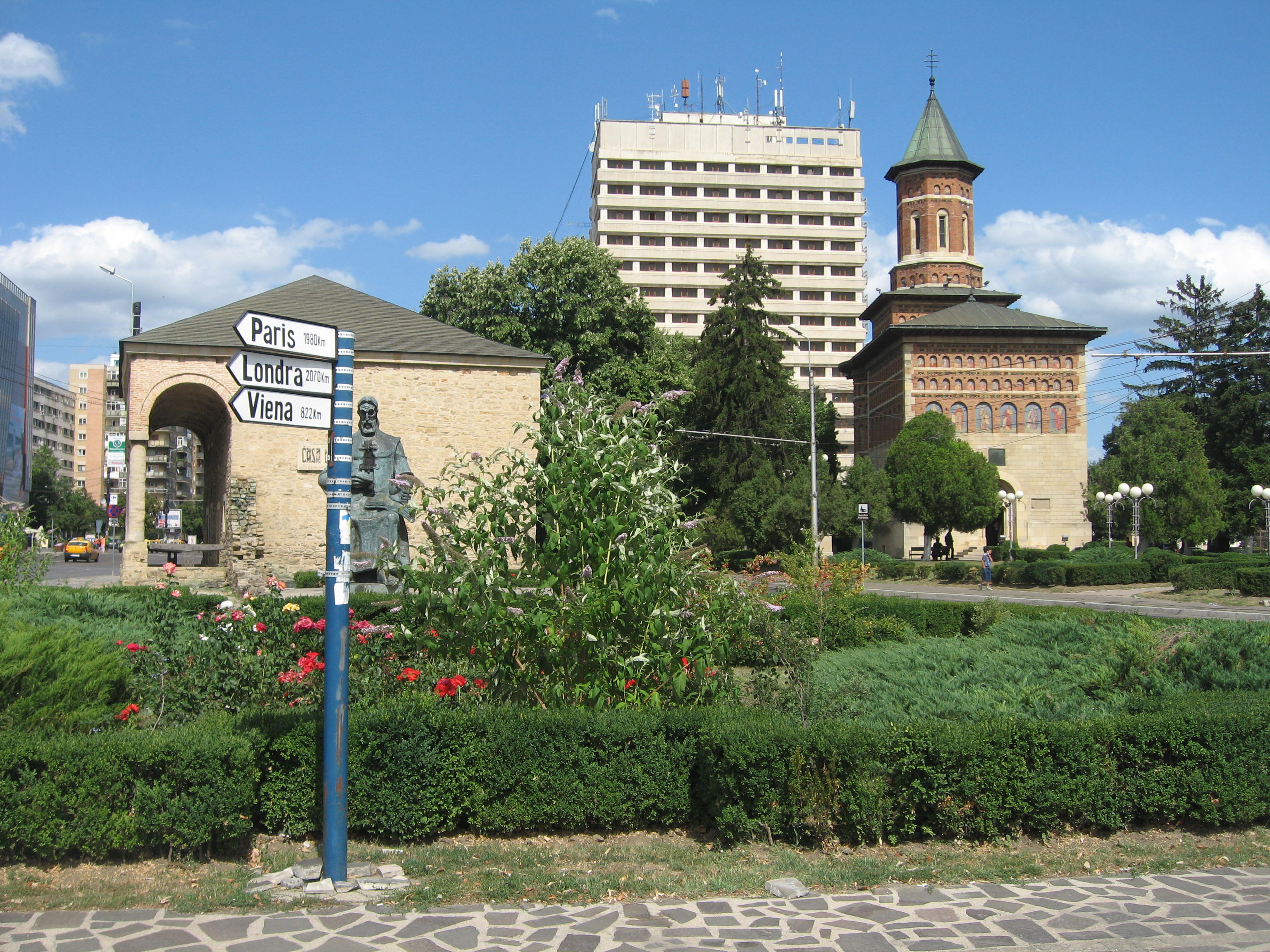
Casa Dosoftei, Statue des Metropoliten Dosoftei, Hotel Moldova und die Fürstliche Kirche Heiliger Nikolaus

Während seines dreitägigen Aufenthalts in Iași hat der russische Zar Peter der Große am 26. Juni 1711 unter anderem die Fürstlichen Kirche „Heiliger Nikolaus“ besichtigt, wie Nicolae Costin berichtet. Auch Ion Neculce vermerkt, dass der russische Zar von den besichtigten Klöstern beeindruckt war.
Im 18. Jahrhundert wurde die Kirche um ein massives Gebäude nach Westen hin erweitert. Das Gebäude war rund eineinhalbmal größer als die ursprüngliche Kirche und beherbergte zwei Altäre. Der nördliche Altar wurde dem Herrscher Ștefan cel Mare gewidmet, der südliche der Heiligen Barbara. Zwischen den beiden Altären befand sich eine Vorhalle.
Einige Autoren wie N.A. Bogdan sind der Meinung, dieses hinzugefügte Gebäude datiere aus der Zeit Antonie Ruset, wofür es aber keine Belege gibt. Unter Beide Altäre wurden erstmals in einem Dokument aus dem Jahre 1786 erwähnt. Daher sind andere Forscher wie Dan Bădărăru und Ioan Caproșu der Ansicht, dass dieses Gebäude in der zweiten Hälfte des 18. Jahrhunderts gebaut worden sein muss, und stellen es in den Kontext intensiverer Beziehungen zu Russland. Wieder andere Forscher wie Constantin Cihodaru vermuten, die Altäre datieren aus der Zeit von Ioan Teodor Callimachi (1758–1761).
Vor jedem der drei Altäre der Kirche wurde der Gottesdienst in einer anderen Sprache gehalten. Während vor dem Hauptaltar in rumänischer Sprache zelebriert wurde, war es vor dem Altar Ștefan cel Mare auf Kirchenslawonisch (später Russisch) und vor dem Altar der Heiligen Barbara in Griechisch.

### Wiederaufbau der Kirche durch Lecomte du Noüy

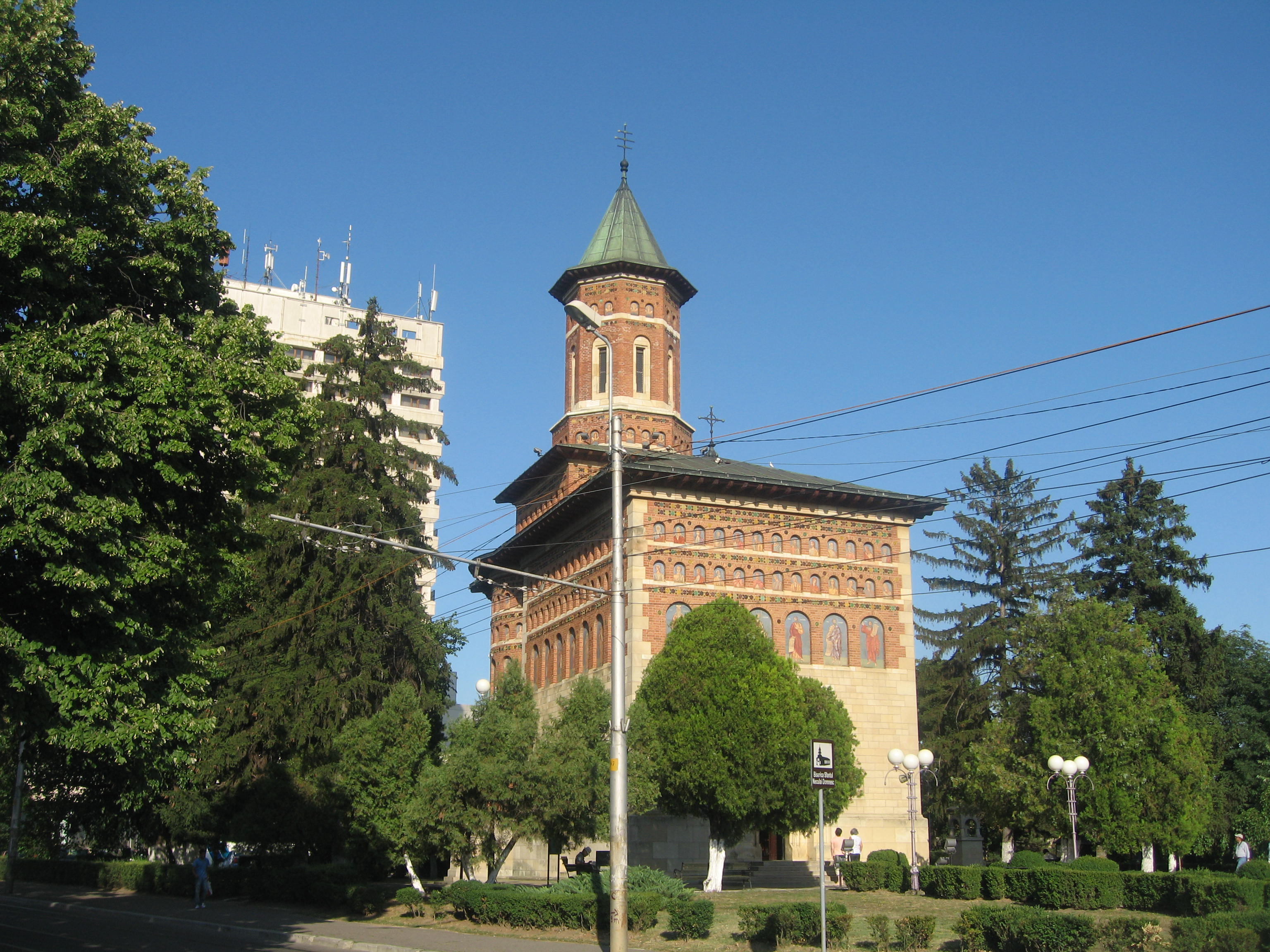
Die Fürstliche Kirche Heiliger Nikolaus von Westen gesehen

In der zweiten Hälfte der 19. Jahrhunderts befand sich die Kirche in äußerst schlechtem Zustand und benötigte dringend eine gründliche Restaurierung. Im Frühling 1884 wurde ein Betrag in Höhe von 100.000 Lei für die Restaurierungsarbeiten durch die Regierung bewilligt. Der Minister für Kirchenangelegenheiten erbat beim französischen Architekten André Lecomte du Noüy, der gerade das Kloster Sfinții Trei Ierarhi in Iași restaurierte, einen Bericht über den Zustand der Kirche und die nötigen Restaurierungsarbeiten als auch ein voraussichtlichen Leistungsprogramm.
Der Architekt stellte gravierende Schäden sowohl an der ursprünglichen Kirche als auch an dem später hinzugefügten Gebäude fest. Infolgedessen sprach er sich in seinen Berichten entweder für den kompletten Abriss und Wiederaufbau aus oder lediglich für den Abriss des Anbaus.
Im Sommer 1885 wurde das im 19. Jahrhundert hinzugefügte Gebäude abgerissen, ohne zunächst seine Erhaltung zu versuchen. Im Juni 1887 bestimmte Lecomte du Noüy, auch die Hauptkirche abzureißen.
Viele Intellektuelle jener Zeit wie der Metropolit Iosif Naniescu und Mihail Kogalniceanu hatten sich für den Erhalt der während der Jahre hinzugefügten Teile ausgesprochen. Du Noüy wiederum wollte statt der im Jahre 1884 568,40 m² großen Kirche eher ein Gebäude von nur 219,71 m² wiedererbauen.
Kogălniceanu setzte sich für den Erhalt des multilinguistischen Charakters der Kirche ein, der eine Besonderheit der Stadt Iași sei.
1890 beschloss das Kultusministerium nur den Wiederaufbau der von Ștefan cel Mare gestifteten Kirche mit der Begründung, nur diese ursprüngliche Version sei würdig für zukünftige Generationen. Lecomte du Noüy erbaute die Kirche weitgehend im Stil der von Ștefan cel Mare gestifteten Kirche und nach dem Bild von Ruset.
Es gibt jedoch folgende Unterschiede:
- Die Kirchenmauern wurden durch eine dritte Reihe von Nischen erhöht, was die Kirche schlanker aussehen lässt.
- Die Streben vor dem Rüsttisch (Prothesis) und der Sakristei (Diakonikon) wurden entfernt.
- Die Bögen aus der Zeit von Ruset wurden beibehalten, während die Mauer zwischen dem Vorraum (Narthex) und dem Kirchenschiff (Naos) entfernt wurde.

Während des Wiederaufbaus wurden auch archäologische Forschungen um die Kirche herum durchgeführt. Dabei wurden alte Gräber mit kostbaren Gegenständen entdeckt sowie die oben bereits erwähnte Tafel von Ștefan cel Mare. Vasile Panopol erinnert in seinem Buch daran.
Die Arbeiten endeten im Jahr 1904 und kosteten etwa 645.000 Lei. Die Kirche wurde am 2. Oktober 1904 in Anwesenheit der königlichen Familie, mehrerer Mitglieder der Regierung und zahlreicher Würdenträger geweiht.
Westlich vor dem Kircheneingang ist an der Mauer eine Bronzeplatte angebracht, die über den gesamten Wiederaufbau der Kirche berichtet. Eine weitere Marmorplatte im Altar dokumentiert die Spenden von Rumäniens König Carol I.

### Geschichte nach dem Wiederaufbau

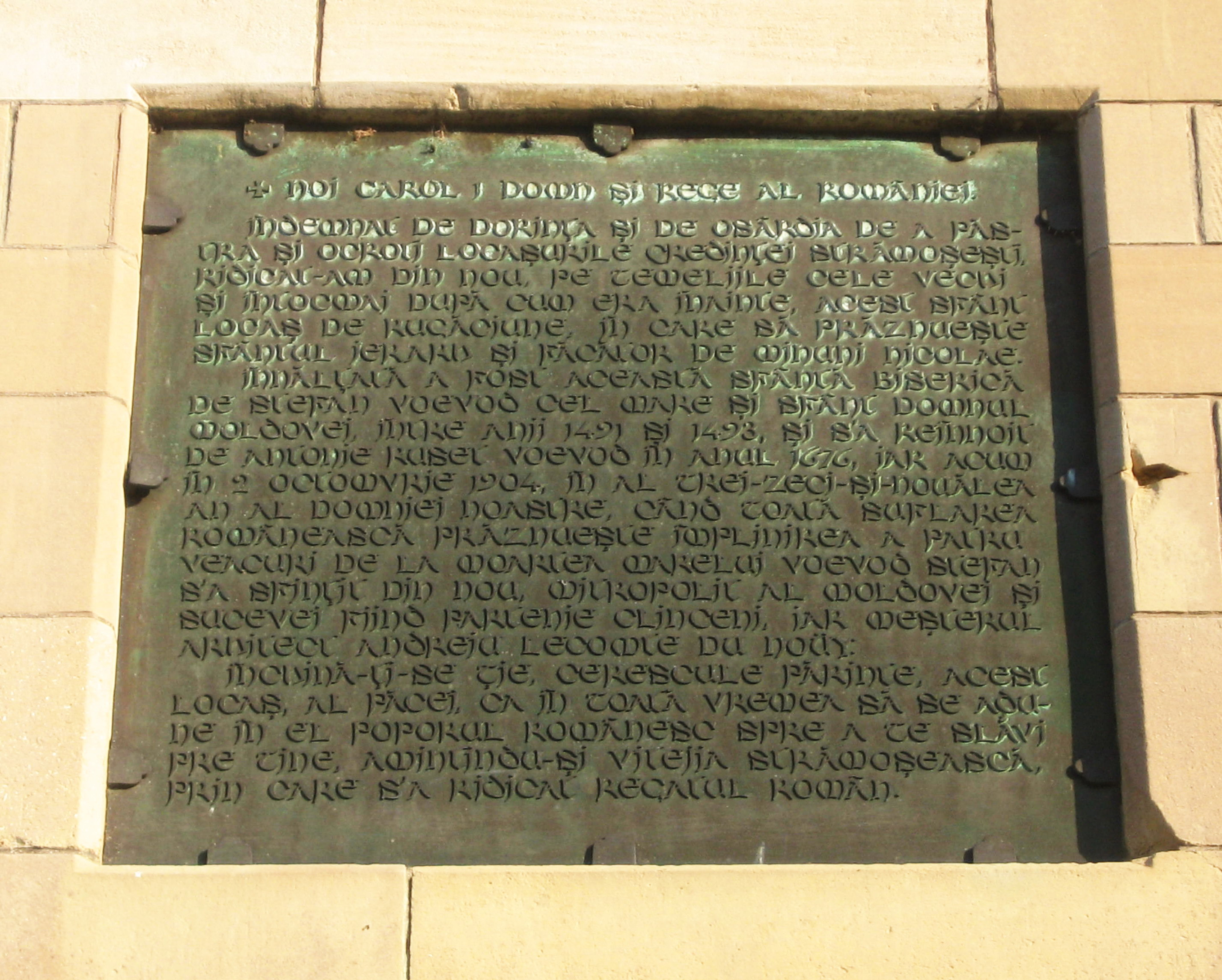
Inschrift aus der Zeit von Rumäniens König Carol I.

Nach dem Wiederaufbau der Kirche wurden anstelle der früheren seitlichen Altäre zwei Flurkreuze errichtet.
Die 1905 bei den Ausgrabungen gefundene Inschrift von Ștefan cel Mare war in einem schlechten Zustand. Es gab mehrere Diskussionen bezüglich des zukünftigen Aufbewahrungsortes der Inschrift. Während das Rathaus von Iași diese Objekte vor Ort haben wollte, forderte die Kommission der historischen Denkmäler, dass sie ins Museum für Antiquitäten nach Bukarest gebracht werden sollen. Erst 1929 wurde durch die Kommission der historischen Denkmäler veranlasst, die Inschrift in die Mauer rechts des Kircheneingangs einzubetten.
Nur wenige Teile der von Ruset erbauten Mauer sind bis heute erhalten. Südlich der Kirche befindet sich ein Mauerteil, das in den 1970er Jahren verstärkt wurde. Nördlich der Kirche sind Spuren der Mauer um das Casa cu arcade zu sehen.
Das Erdbeben vom 4. März 1977 beschädigte die Kirche, u. a. wurde der Kirchturm verschoben und gedreht.
Im Zeitraum von 1989 bis 1993 wurden einige Reparaturarbeiten durchgeführt und die Wandmalerei gereinigt. Die Kirche wurde schließlich am 16. Oktober 1994 von dem damaligen Metropoliten von Moldau und Bukowina, Daniel Ciobotea, aktuell rumänischer Patriarch, und von Bartholomäus I, dem Patriarchen von Konstantinopel neu geweiht.
Seit den 1990er Jahren fungiert die Fürstliche Kirche „Heiliger Nikolaus“ aus Iași als Metropolitankapelle und wird vom Kloster Sfinții Trei Ierarhi aus Iași verwaltet.

## Die Kirche als Brutstätte rumänischer Kultur

### Metropolitanische Druckerei von Moldau und Bukowina

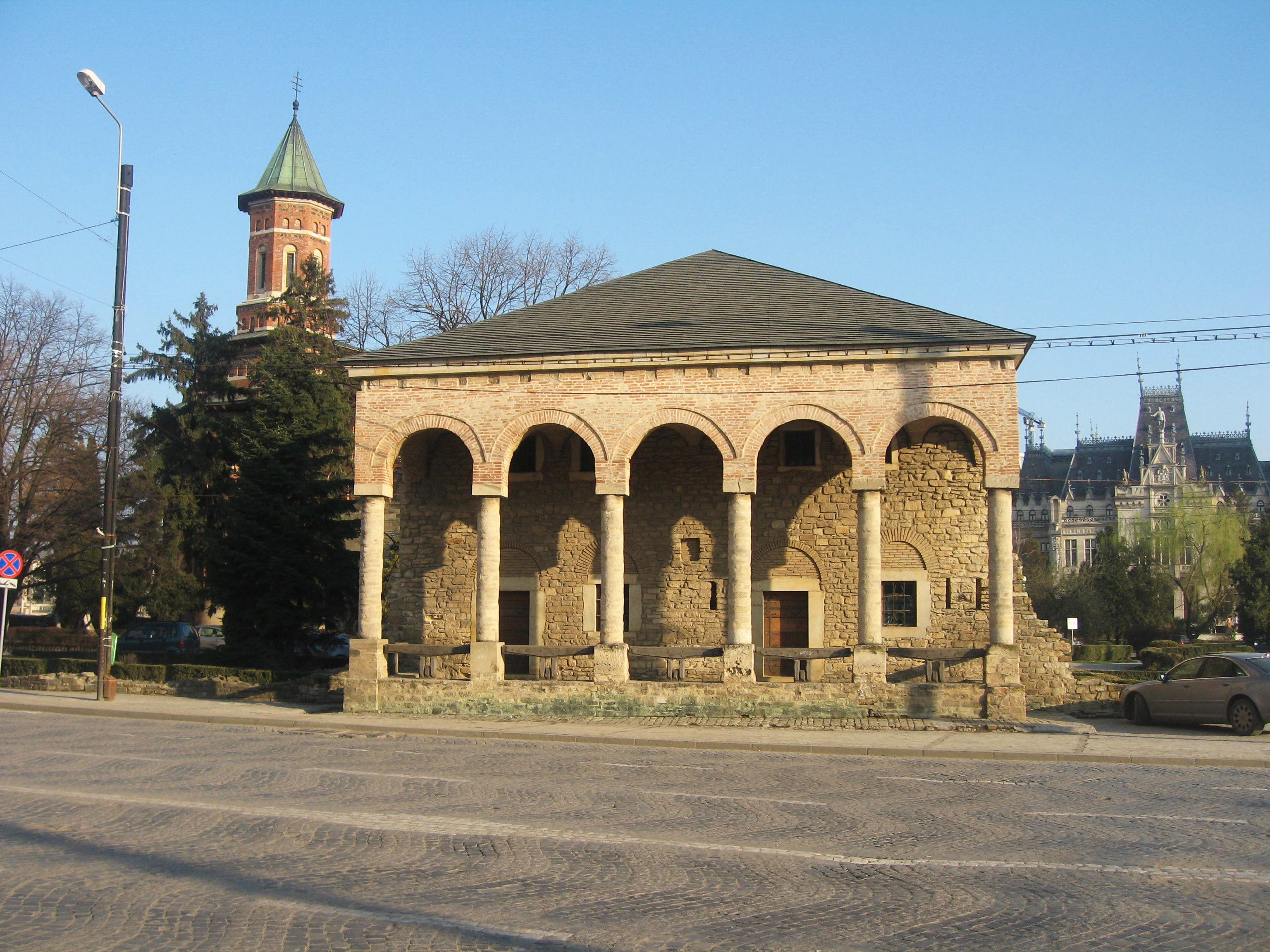
Dosoftei Haus (genannt auch Das Haus mit Arkaden) ist Sitz der 1970 gegründete Abteilung für alte Literatur des Literatursmuseums aus Iași

Der Metropolit Dosoftei Barilă (1671–1674, 1675–1686) von Moldau und Bukowina war einer der ersten, der das Drucken von Büchern in rumänischer Sprache förderte.
Er bat in einem Brief vom 15. August 1679 den Patriarchen Ioachim Savelov von Moskau um eine Druckmaschine, die er 1680 auch bekam. Die Druckmaschine wurde in einem Gebäude im Anwesen der Fürstlichen Kirche „Heiliger Nikolaus“ in Iași eingerichtet und damit entstand hier die metropolitanische Druckerei von Moldau und Bukowina. Hier wurden mehrere Bücher in rumänischer Sprache gedruckt, unter anderem:
- Molitălvnic de-nțeles (1680) – enthält nach dem Vorwort ein chronologisches Gedicht in 136 Versen über die Herrscher von Moldau
- Viața și petrecerea sfinților (deutsch: Das Leben der Heiligen) in vier Bänden (1682–1686) – ein von Dosoftei zusammengestelltes Werk aufgrund von byzantinischen und slawischen Quellen
- Parimiile preste an (1683) – Übersetzung von Dosoftei
- Dumnezeiasca Liturghie (2. Auflage, 1683) – (deutsch: Göttliche Liturgie)
- Octoihul (1683)

Nach einer Druckpause zwischen 1687 und 1693 erschien hier 1697 die rumänische Übersetzung des Buches Tâlcuirea evangheliei (dt.: Auslegung des Evangeliums) von Ieremia Cacavella, Lehrer des moldauischen Herrschers und Humanisten Dimitrie Cantemir.
Nach einer erneuten Pause etablierte der Metropolit Iacov Putneanul (1750–1760) die metropolitanische Druckerei 1753 in Iași wieder, allerdings nicht mehr im Anwesen der Fürstlichen Kirche „Heiliger Nikolaus“, sondern im Anwesen der aktuellen Metropolie.

### Rumänische Schule
Constantin Mavrocordat gründete während seiner dritten Herrschaft am 7. Juli 1749 in Iași drei rumänische Grundschulen auf den Anwesen dreier Kirchen: Fürstliche Kirche „Heiliger Nikolaus“, Karfreitagskirche (Sfânta Vineri) und Heiliger Sava. Die Schulen hatten einen religiösen Charakter und wurden von einem orthodoxen Priester geleitet. Hier konnten Stadtkinder und Kinder von freien Bauern unterrichtet werden.
Die Schule der Fürstlichen Kirche „Heiliger Nikolaus“ wurde zu der bedeutendsten Bildungseinrichtung in Moldau und hatte bis in die 1. Hälfte des 19. Jahrhunderts Bestand.
Im Jahr 1776 wurde sie zu einer staatlichen Schule. Verschiedenste bedeutende Persönlichkeiten der rumänischen Kultur haben hier gelehrt, unter anderem: Gheorghe Evloghie (der 1766 eine Grammatik-Abhandlung der Dako-Rumänischen Sprache schrieb und zahlreiche Übersetzungen aus dem Slawonischen ins Rumänischen übersetzte) und Ion Alboteanu. Dokumente aus dem Jahr 1814 berichten, dass in der Schule drei Lehrer tätig waren, die Schreiben, Lesen, Arithmetik und Elemente der Theologie und Kirchenmusik lehrten.
Der Gelehrte Ghorghe Asachi berichtete in der ersten Hälfte des 19. Jahrhunderts, dass die Schule der Fürstlichen Kirche „Heiliger Nikolaus“ die einzige rumänische Schule in Iași sei und dass sie aus Spenden finanziert werde.

## Kirchenbeschreibung

### Architektur
Die Fürstliche Kirche „Heiliger Nikolaus“ gehört zu den von Ștefan cel Mare gebauten städtischen Kirchen, die sich durch die Erweiterung oder Verlängerung des Narthex auszeichnen. Diese haben mehr Platz als die Dorfkirchen. Sie wurde aus Naturwerkstein (piatra bruta) und Eckstein (piatra de talie la colturi) gebaut, mit Reihen von Blendziegeln, die die blinden (verdeckten) Bögen und Nischen (firide/ocnite) umrahmen, und mit emaillierten Platten unterschiedlicher Farben unter dem Gesims.
In einem Prospekt von 1904 ist eine Zeichnung des Architekten André Lecomte du Noüy von der Kirche vor dem Wiederaufbau zu sehen. Der Restaurator machte die Bemerkung, die Fürstliche Kirche „Heiliger Nikolaus“ beeindrucke durch die Einfachheit des Baus, im Gegensatz zu der Kirche Sfinții Trei Ierarhi, die eher durch die Vielfalt der Außenverziehrungen imponiert.
Die Kirche wurde im „Dreipass – Plan“ (rum. plan treflat, franz. plan treflé, engl. triconch church) mit halbkreisförmigen Absis und mit erweitertem Narthex gebaut. Über dem Kirchenschiff befand sich ein achteckiger Kirchturm mit einem spitz zulaufenden Dach, das sich auf eine achteckige Grundlage stützt. Vor dem Rüsttisch (Prothesis) und der Sakristei (Diakonikon) wird die Mauer von hohen Strebepfeilern getragen. Auf der seitlichen Apsis gab es blinde Bögen. Die Kirchenfassade war oberhalb der Fenster mit zwei Reihen von Nischen bestückt, die untere Reihe waren große Nischen, die oberen kleiner und zahlreicher.
Der Innenraum der Kirche ist in Vorraum (Narthex), Kirchenschiff (Naos) und Altar unterteilt. Der Vorraum hat eine dreieckige Form und obendrauf befindet sich die auf Pendentifs gestützte Kuppel. Über dem Kirchenschiff befindet sich der auf großen Bögen gestützte Turm.
Die Kirchenmöbel (Ikonostase und Kirchenbänke) aus goldener Eiche sowie die Kronleuchter, Kerzenhalter und Bronzeöllampen wurden von König Carol I von Rumänien gespendet und datieren aus der Wiederaufbauzeit der Kirche.

### Wandmalerei / Ikonographie
Die ursprüngliche Bemalung der Kirche datiert aus der Herrschaft von Stefan cel Mare um etwa 1491. Zwischen 1677 und 1679 während der Herrschaft von Antonie Ruset und Gheorghe Duca wurde sie erneuert. Nach mehreren Bränden, die die Kirchenmalerei beschädigten, wurde sie im Auftrag von Ioan N. Mavrocordat (1743–1747) erneut gemalt.
Der Bischof Melchisedec Ștefănescu (1823–1892) beschrieb 1885, dass auf der ursprünglichen Malerei links an der Westmauer der Kirche ein Votivbild des Stifters, seiner Ehefrau Evdochia und seines Sohnes Bogdan Voievod zu sehen ist. Zwischen Evdochia und Bogdan Voievod befand sich eine nur teils lesbare Inschrift mit griechischen Versen.

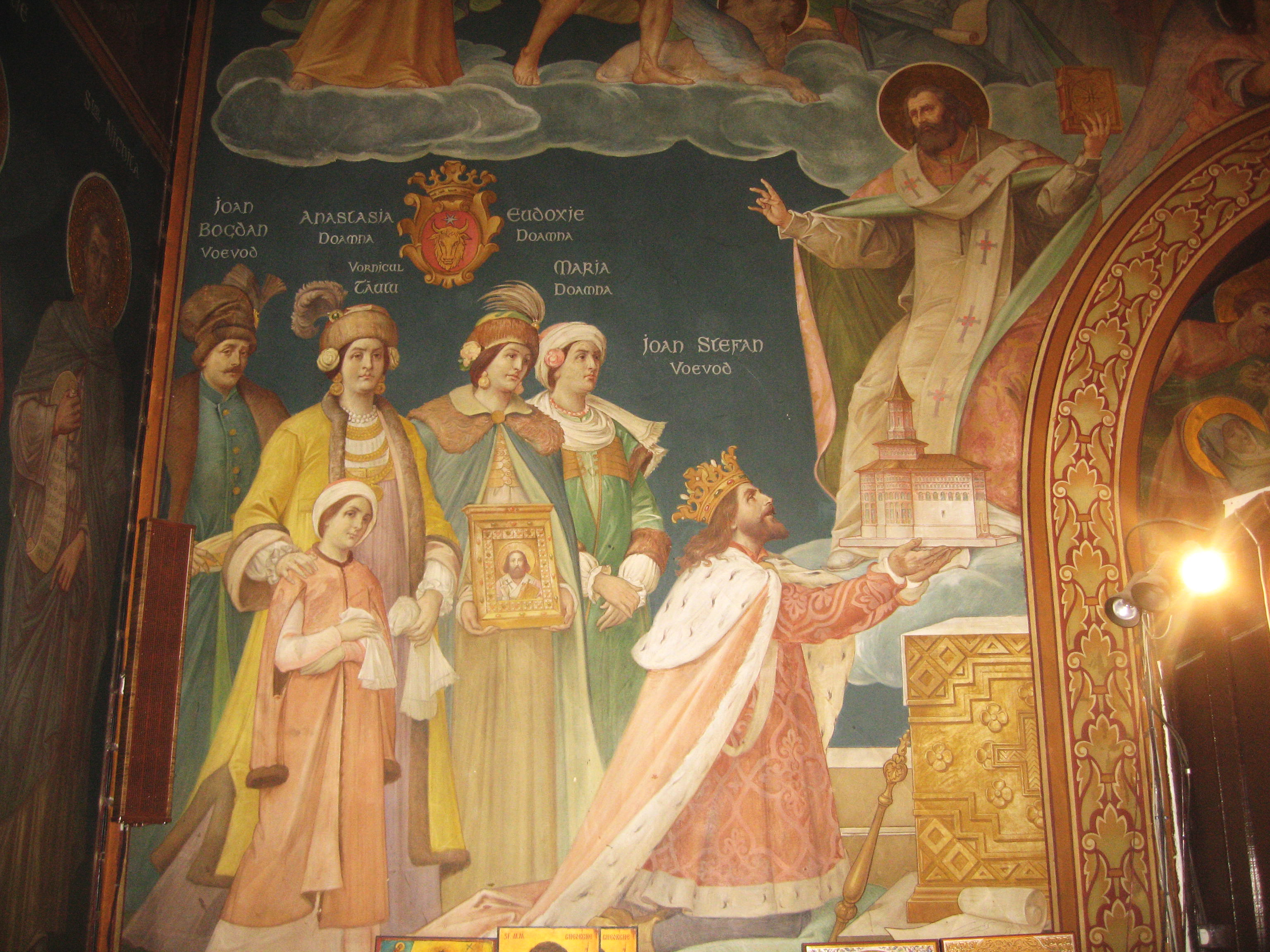
Das Votivbild stellt Ștefan cel Mare mit den Mitgliedern seiner Familie dar

Rechts an der Westmauer der Kirche waren die Mitglieder der Familie Ruset und die der Familie Duca abgebildet, während derer Herrschaft die Innenmalerei durchgeführt wurde. Auch hier befand sich eine auf Griechisch verfasste Inschrift, die Duca pries.
Die Ostmauer des später hinzugefügten Gebäudes zeigte das Jüngste Gericht und die Qualen der Hölle. Auf der Westmauer befand sich eine auf Griechisch verfasste Inschrift zu den zwei dargestellten Szenen.
25 Fresken der Kirchenwände wurden vor dem Abriss und Wiederaufbau ins Museum für Religiöse Kunst der Kirche Heiliger Georg in Iași deponiert. Aktuell befinden sie sich im Gotischen Saal im Innenhof des Klosters Sfinții Trei Ierarhi. Auf den Fresken sind Teile aus dem Votivbild der beiden Stifter, Ruset und Duca, Heilige und Kampfszenen zu sehen.
Beim Wiederaufbau der Kirche zwischen 1884 und 1904 wurden die Mauer und Gewölbe von den französischen Malern Boris Bernard, Emile Picot und P. Mauretal mit Fresken auf blauem Hintergrund ausgemalt. André Lecomte du Noüy erklärte, die neuen Malereien behielten den blauen Hintergrund der alten Malereien. Dies führte aber dazu, dass der Innenraum ziemlich dunkel wirkt. Auch die engen Fenster verstärken diesen Eindruck. Die schwere Harmonie dieser Dekorationen würden durch die goldenen Scheine der Heiligen verwischt.
Auf der Westmauer links vom Kircheneingang ist die Familie von Ștefan cel Mare dargestellt. Die Freske rechts vom Kircheneingang zeigt die Familie von König Carol I. Die Königskinder tragen rumänische Volkstracht.

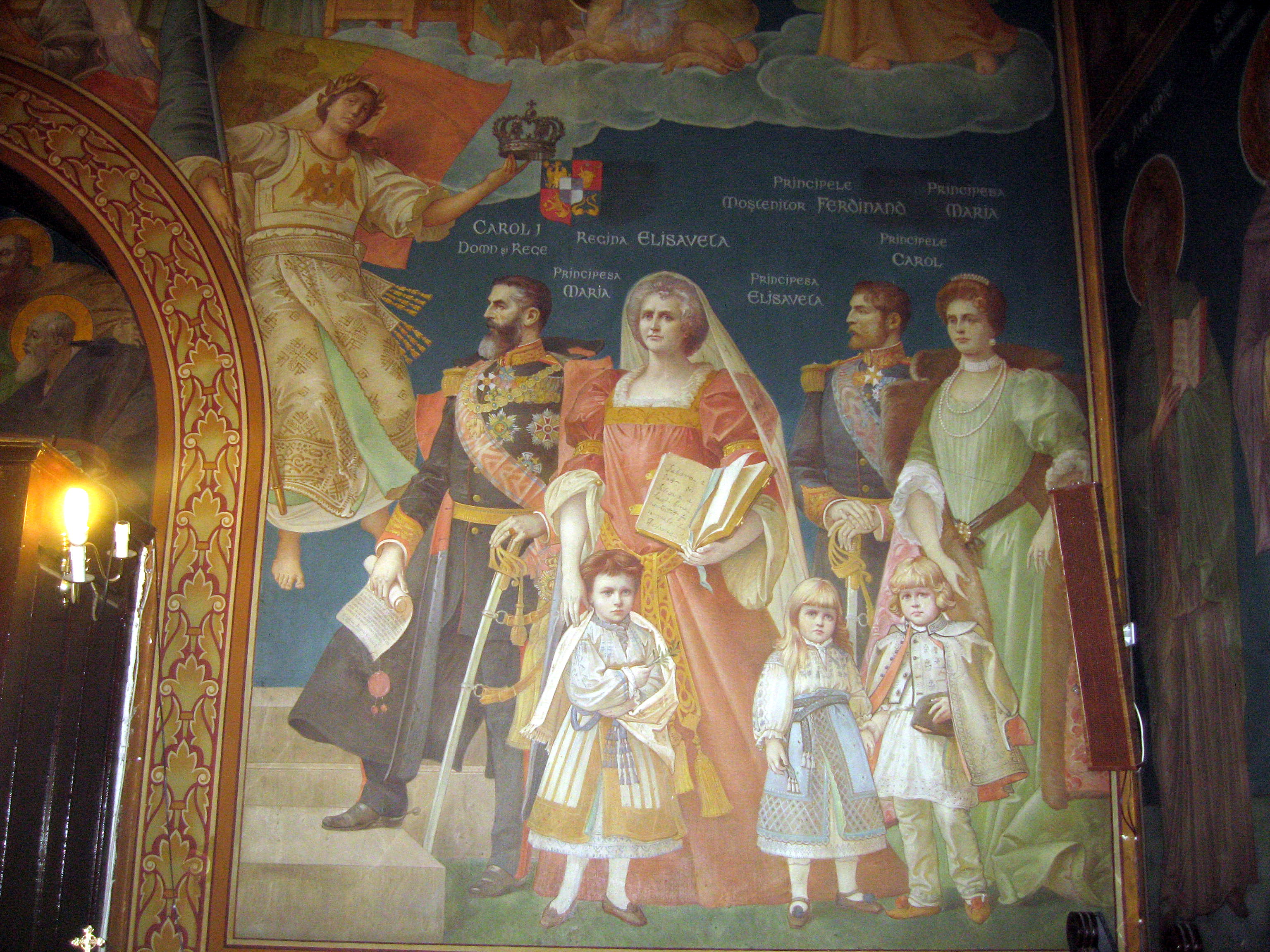
Votivbild, stellt den König Carol der I. mit Frau, Tochter und Kronprinz Ferdinand mit seiner Frau und die ersten zwei Kindern dar

In den Nischen an den Wänden sind 282 Figuren zu sehen. Neben Heiligen und biblischen Figuren befinden sich darunter auch Philosophen und Schriftsteller aus der vorchristlichen Zeit, wie z. B.: Sophokles, Thukydides, Platon, Aristoteles, Philon, Apollonios etc. Lecomte du Noüy behauptete, die angewendete Malereitechnik führe zu einem dauerhaften Erhalt der Fresken, und dadurch seien sie beinahe unveränderlich.

## Kultgegenstände
Als Fürstliche Kirche wurde das Gebäude im Laufe der Zeit mit zahlreichen wertvollen Kultgegenständen ausgestattet. Alle von Ștefan cel Mare gestifteten Bücher und Kultgegenstände sind verloren gegangen. Unter den wertvollen Gegenständen, die im Besitz der Kirche waren, werden u. a. folgende erwähnt:
- ein auf Pergament handgeschriebenes Evangelium mit Silbereinschlag, welches mittlerweile im Besitz des Muzeul Național de Artă al României ist.[57]
- eine aus vergoldetem Silber hergestellte und mit dem Wappen von Moldau versehene Schatulle in Form einer kleinen Kirche mit drei Türmen. Sie wurde von Antonie Ruset 1678 gestiftet und enthält eine Inschrift in rumänischer Sprache mit kyrillischen Buchstaben.[58]
- ein silbernes von Ruset 1678 gestiftetes Taufbecken, das eine Inschrift in rumänischer Sprache mit kyrillischen Buchstaben enthält. Es befindet sich heute im Besitz des Muzeul Național de Artă al României.[58]
- ein Gefäß aus Holz mit vergoldetem Silbereinschlag, welches von Ruset am 8. April 1678 der Kirche gestiftet worden ist. Der metallische Einschlag trug eine auf Kirchenslawisch verfasste Inschrift mit dem Namen des Stifters und dem Datum der Schenkung.
- eine aus vergoldetem Silber hergestellte Krone der Heiligen Maria mit einer auf Rumänisch verfassten Inschrift
- ein Marmorgefäß mit zwei in kyrillischer Schrift verfassten Inschriften. Die eine besagte, dass dieses Gefäß von Ștefan cel Mare im Jahr 1476 gestiftet wurde.
- eine Ikone des Heiligen Menas (auf Rumänisch Sfântul Mina), welche von vielen Bewohnern aus Iași als wundertätig betrachtet wurde.
- zwei alte Glocken aus dem Jahre 1774, welche sich aktuell im Hof des Klosters Sfinții Trei Ierarhi befinden.